# 卡爾鎮區 (印地安納州克拉克縣)
卡爾鎮區（英語：Carr Township）是位於美國印地安納州克拉克縣的一個行政鎮區。

## 地方資料
根據2010年美國人口普查的數據，卡爾鎮區的面積為69.60平方千米，當中陸地面積為68.20平方千米，而水域面積為1.40平方千米。當地共有人口3452人，而人口密度為每平方千米49.6人。